# Remoães
Remoães ist ein Ort und eine ehemalige Gemeinde (Freguesia) im nordportugiesischen Kreis Melgaço.

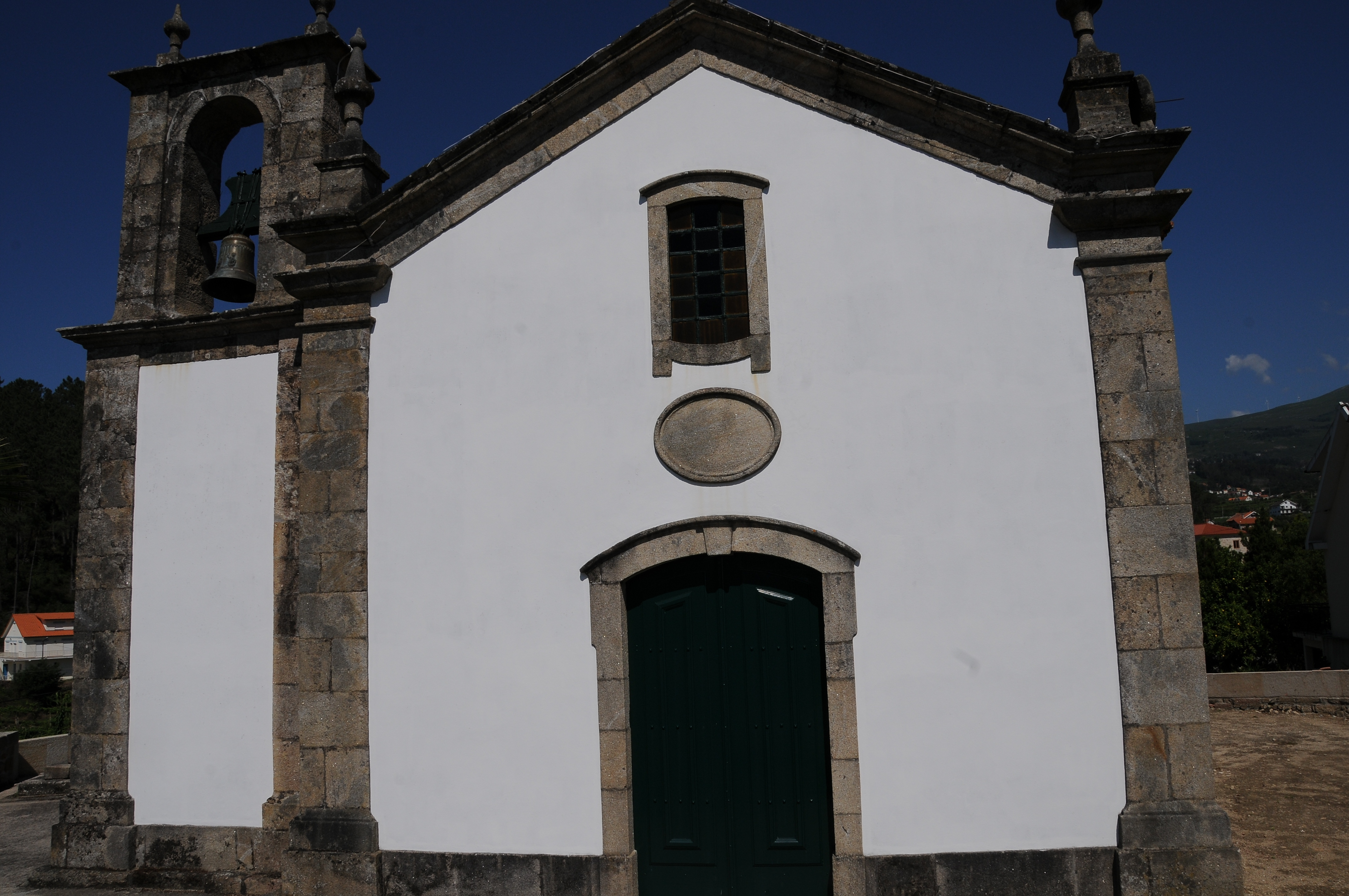
Kirche von Remoães

 Die Gemeinde hatte 98 Einwohner (Stand 30. Juni 2011).
Am 29. September 2013 wurden die Gemeinden Remoães und Prado zur neuen Gemeinde União das Freguesias de Prado e Remoães zusammengeschlossen.